# الن پرایس (شمشیرباز)
الن پرایس (آلمانی: Ellen Preis؛ ۶ مه ۱۹۱۲ – ۱۸ نوامبر ۲۰۰۷) شمشیرباز اهل اتریش بود.
وی در مسابقات کشوری و بین‌المللی در مجموع برندهٔ ۱ مدال طلا، ۲ مدال برنز شده‌است.